# جيسيكا باردن
جيسيكا باردن (ولدت في 21 تموز/يوليه 1992) هي ممثلة إنجليزية معروفة للعبها دور الشخصية الرئيسية أليسا في مسلسل القناة الرابعة البريطانية «نهاية العالم اللعين». أدت باردن أيضا دور "Justine" في بيني دريدفول.

## أعمالها

### الأفلام
| العام | العنوان             | دور                     | ملاحظات |
| ----- | ------------------- | ----------------------- | ------- |
| 2007  | ثورة السيدة راتكليف | مريم راتكليف            |         |
| 2010  | تامارا درو          | جودي لونج               |         |
| 2011  | هانا                | صوفي                    |         |
| 2012  | Comedown            | كيلي                    |         |
| 2012  | في النصف المظلم     | ماري                    |         |
| 2013  | مايند سكيب          | ماوسي                   |         |
| 2014  | Lullaby             | ميريديث                 |         |
| 2015  | بعيدا عن صخب الناس  | ليدي                    |         |
| 2015  | جراد البحر          | الامرأة المصابة بالرعاف |         |
| 2016  | Mindhorn            | ياسمين                  |         |
| 2017  | عادة                | لي                      |         |
| 2018  | The New Romantic    | بليك كونواي             | انتهى   |

### التلفزيون
| العام     | العنوان             | دور             | ملاحظات                                     |
| --------- | ------------------- | --------------- | ------------------------------------------- |
| 1999      | والدي أجانب         | فتاة في المدرسة | مسلسل تلفزيوني (حلقة: "The Date")           |
| 2005      | لا ملائكة           | لوسي            | مسلسل تلفزيوني (حلقة واحدة)                 |
| 2006      | المطاردة            | ايمي            | مسلسل تلفزيوني (حلقة واحدة)                 |
| 2007-2008 | شارع كورونيشن       | كيلي مورتون     | مسلسل تلفزيوني (72 حلقة)                    |
| 2011      | Comedy Showcase     | ساقية           | مسلسل تلفزيوني (حلقة: "الدجاج")             |
| 2012      | فيرا                | ستيلا ماكين     | مسلسل تلفزيوني (حلقة: "The Ghost position") |
| 2013      | Coming Up           | روبي            | مسلسل تلفزيوني (حلقة: "حرب سامي")           |
| 2013      | Chickens            | ساقية/بيني      | مسلسل تلفزيوني (3 حلقات)                    |
| 2015      | المنبوذ             | كيت كارمايكل    | مسلسل تلفزيوني (2 حلقة)                     |
| 2016      | قتل                 | جيس             | مسلسل تلفزيوني (حلقة: "الانفجار الكبير")    |
| 2016      | بيني دريدفول        | جستين           | مسلسل تلفزيوني (6 حلقات)                    |
| 2016      | إلين                | إلين            | فيلم تلفزيوني                               |
| 2017      | نهاية العالم اللعين | أليسا           | مسلسل (الدور الرئيسي، 8 حلقات)              |

## وصلات خارجية
- جيسيكا باردن على موقع IMDb (الإنجليزية)
- جيسيكا باردن على موقع روتن توميتوز (الإنجليزية)
- جيسيكا باردن على موقع ألو سيني (الفرنسية)
- جيسيكا باردن على موقع أول موفي (الإنجليزية)
- جيسيكا باردن على موقع قاعدة بيانات الأفلام السويدية (السويدية)
- جيسيكا باردن على موقع قاعدة بيانات الفيلم (الإنجليزية)
- جيسيكا باردن على موقع كينوبويسك (الروسية)